# Cavallino di Monterufoli
Il cavallino di Monterufoli è una razza equina più piccola di un normale cavallo ed è molto longeva. La testa è piuttosto lunga a differenza del collo, relativamente corto e muscoloso. La criniera è particolarmente folta, il dorso largo e massiccio, groppa obbliga, la coda ha un'attaccatura bassa, gli arti sono forti e muscolosi. Gli zoccoli appaiono compatti e resistenti. Nell'insieme ha un aspetto armonico. Una volta domato è docile e versatile, caratteristiche che lo rendono particolarmente adatto all'equitazione dei giovanissimi.
In passato il cavallino di Monterufoli era  molto usato negli spostamenti tra Grosseto e Pisa in quanto robusto e resistente e per tanto adatto a percorsi impervi.